# Europska avenija
Europska avenija je ulica u gradu Osijeku. Najreprezentativnija je ulica u tom gradu. Prvi dio sadrži nizove starih secesijskih zgrada.

## Povijest
Do kraja 19. stoljeća ova je avenija bila produžetak Kapucinske ulice, sa samo nekoliko zgrada na južnoj strani ulice. 
Godine 1894. izgrađena je u historicističkom stilu zgrada, tj. palača Gospodarske ili Trgovačko-obrtničke komore. 
Godine 1897. u stilu talijanske renesanse izgrađena je zgrada Neumann, u čijem se prostoru danas nalazi Muzej likovnih umjetnosti.
Od 1904. do 1906. na sjevernoj je strani ulice izgrađen niz secesijskih zgrada pa je ona tada nazvana Chavrakova ulica.
Godine 1919. ulica je preimenovana u Aleksandrova, po tadašnjem kralju Kraljevine Jugoslavije, Aleksandru Karađorđeviću. Pružala se od Ulice Stjepana Radića do Ulice kneza Trpimira. 
Godine 1941. Europska je avenija ponovno spojena s Kapucinskom ulicom, pa je cijela ulica, od gornjogradskog Trga Ante Stračevića do Ulice kneza Trpimira nazvana Ulicom dr. Ante Starčevića.
Od dolaska socijalističkog režima, tj. od 1946. ime je promijenjeno u Bulevar generalisimusa Staljina.
Godine 1948. Europska je avenija preimenovana u Bulevar Jugoslavenske narodne armije.
Godine 1993. nakon osamostaljenja Hrvatske, ovaj potez (od Ulice Stjepana Radića do Ulice kneza Trpimira) preimenovan je u Europska avenija.

## Povijesne građevine
Zgrada Korsky i poštanska palača jedini su primjeri mađarske secesijske arhitekture u Osijeku.
Kuća Gillming-Hengl, izvorno posjed obitelji Gillming, bila je vjenčani dar roditelja Matildi Gillming i njenom suprugu Vjekoslavu Henglu, budućem gradonačelniku grada.
Maketa zgrade osječke poštanske palače autora Gordana Grgurića osvojila je prvo mjesto u kategoriji velikih građevina, kao prvi nagrađeni rad iz Hrvatske, na 10. Brickworldu 2016. u Chicagu. Za izradu je uporabljeno 165 000 kockica, a težina makete iznosi 150 kilograma.

## Galerija
- Zgrada Gillming-Hengl, izgrađena 1906. godine, danas Gradska i sveučilišna knjižnica
- Zgrada Povischil, izgrađena 1904. godine
- Zgrada Nayer, izgrađena 1904. godine
- Zgrada Sauter, izgrađena 1905. godine
- Zgrada Korsky, izgrađena 1904. godine
- Zgrada Spitzer,  izgrađena 1905. godine
- Zgrada Schmidt, izgrađena 1905. godine
- Zgrada Grčić, izgrađena 1914-15.
- Palača Kraljevskog sudbenog stola, danas općinski i županijski sud u Osijeku, izgrađena 1898. godine
- Poštanska palača, izgrađena 1912. godine
- Vila Neumann, izgrađena 1895. godine, danas je u njoj Muzej likovnih umjetnosti
- Zgrada Sekulić-Plavšić, izgrađena 1906. godine
- Sjeverna strana Europske avenije